# Zdena Kolečková
Zdena Kolečková, rozená Prchlíková (* 3. listopadu 1969 Ústí nad Labem) je česká výtvarnice a vysokoškolská pedagožka.
Studovala na katedře výtvarné výchovy Pedagogické fakulty Univerzity Jana Evangelisty Purkyně v Ústí nad Labem a poté v ateliéru intermediální tvorby na Vysoké škole uměleckoprůmyslové v Praze u prof. Adély Matasové.
Provdala se za Michala Kolečka, vysokoškolského učitele, kurátora a teoretika a kritika umění.

## Činnost
Při své práci využívá různých médií, vyjadřuje se prostřednictvím fotografií, digitálních tisků, malby a intervencí do veřejných prostor.
Spolu s Jitkou Géringovou uspořádala v roce 1993 v Liberci výstavu Nucené doteky a roku 1994 ve Výstavní síni E. Filly v Ústí nad Labem výstavu Znamení. V letech 1995–1996 navštívila USA, kde s Jitkou Géringovou a Miroslavem Rovenským vystavovala na reciproční akci Alert Aestetics v Buffalu.
Zapojila se do čtyřletého projektu prezentace českého výtvarného umění v USA Cultural Domestication – Instinctual Desire, který připravila University of Toledo v Ohiu ve spolupráci s Vysokou školou uměleckoprůmyslovou v Praze. Projekt vyvrcholil roku 2005, kdy se Kolečková také zúčastnila několika dalších významných mezinárodních přehlídek v Evropě i USA.
Samostatně vystavovala nejen v Česku, ale také např. na Slovensku, v Záhřebu či Drážďanech, dále se zúčastnila řady tuzemských i zahraničních kolektivních výstav. Spolu se svým manželem se z pozice kurátorky podílela na řadě výstav, např. v Galerii Emila Filly v Ústí nad Labem (2009, 2010, 2011) a v Domu umění Ústí nad Labem (2019).
V letech 1994–2005 působila jako odborná asistentka katedry výtvarné výchovy Pedagogické fakulty UJEP v Ústí nad Labem. Od roku 2004 je odbornou asistentkou na katedře dějin a teorie umění Fakulty umění a designu UJEP v Ústí nad Labem. Od roku 2008 působí jako odborná asistentka na katedře fotografie Fakulty umění a designu UJEP v Ústí nad Labem a v letech 2017–2022 byla vedoucí této katedry. V roce 2014 se na VŠUP Praha habilitovala v oboru výtvarná tvorba a roku 2019 byla jmenována profesorkou v oboru vizuální komunikace na UJEP Ústí nad Labem.
Od roku 2023 je děkankou Fakulty umění a designu UJEP v Ústí nad Labem.